# Дисилицид плутония
Дисилицид плутония — бинарное неорганическое соединение
плутония и кремния
с формулой PuSi2,
серые кристаллы.

## Получение
- Реакция диоксида плутония и карбида кремния:

{\displaystyle {\mathsf {PuO_{2}+2SiC\ {\xrightarrow {T}}\ PuSi_{2}+2CO\uparrow }}}
- Реакция трифторида плутония с кремнием:

{\displaystyle {\mathsf {4PuF_{3}+11Si\ {\xrightarrow {1550^{o}C}}\ 4PuSi_{2}+3SiF_{4}}}}

## Физические свойства
Дисилицид плутония образует серые кристаллы нескольких модификаций:
- α-PuSi2, тетрагональная сингония, пространственная группа I 41/amd, параметры ячейки a = 0,397 нм, c = 1,355 нм, Z = 4 [3];
- β-PuSi2, гексагональная сингония, пространственная группа P 6/mmm, параметры ячейки a = 0,3884 нм, c = 0,4082 нм, Z = 1 [4].

Состав, обеднённые кремнием до 64,5 ат.%, образует квазитетрагональнае кристаллы
ромбической сингонии,
параметры ячейки a = 0,3988 нм, b = 0,3957 нм, c = 1,354 нм, Z = 4
.

## Химические свойства
- Окисляется при нагревании на воздухе:

{\displaystyle {\mathsf {PuSi_{2}+3O_{2}\ {\xrightarrow {700^{o}C}}\ PuO_{2}+2SiO_{2}}}}